# Elecciones municipales de 2019 en Navarra
Las elecciones municipales de 2019 en la Comunidad Foral de Navarra se celebraron el 26 de mayo, junto con las del Parlamento Foral y las del Parlamento Europeo. En la mayor parte de los municipios navarros, como en las pasadas elecciones de 2015, se impuso Unión del Pueblo Navarro, que lideraba la coalición Navarra Suma, aunque mejoró algún resultado en las capitales de cada Merindad, la coalición no obtuvo la mayoría absoluta en ninguna. 
EH Bildu se convirtió en el partido que más concejales obtuvo, con 320 en total, 23 más que en 2015, aunque no fue el partido más votado. La coalición Navarra Suma obtuvo un total de 298, apenas 18 concejales más que los obtenidos en 2015 por Unión del Pueblo Navarro en solitario (281 concejales). El Partido Socialista de Navarra fue el mejor parado en estas elecciones, aprovechando el impulso del PSOE a nivel nacional, mejoró su número de concejales de 208 en 2015 a 233, cerca de los 239 que obtuvo en 2011. Por último, Geroa Bai volvió a bajar su número de concejales por tercera vez consecutiva, en esta ocasión de los 59 a los 47, más alejados de los 70 que obtuvo Nafarroa Bai en las municipales de 2011.

## Resultados electorales

### Resultados globales
| ← Elecciones municipales de 2019 en la Comunidad Foral de Navarra → |         |           |            |            |
| Partido                                                             | Votos   | Variación | Porcentaje | Concejales |
| Participación                                                       | 346.768 | 0,74%     | 71,99%     | 1.996      |
| Voto en blanco                                                      | 7.290   | 0,9%      | 2,13%      | -          |
| Votos nulos                                                         | 4.654   | 0,53%     | 1,34%      | -          |
| Primeros partidos:                                                  | -       | -         | -          | -          |
| Na+                                                                 | 104.460 | -         | 30,53%     | 298        |
| EH Bildu                                                            | 67.515  | 3,28%     | 19,73%     | 320        |
| PSN                                                                 | 58.220  | 3,81%     | 17,02%     | 233        |
| GBai                                                                | 20.177  | 2,97%     | 5,9%       | 47         |
| I-E (n)                                                             | 6.768   | 45.64%    | 1,98%      | 14         |
| CPVA                                                                | 3.595   | 6,3%      | 3,47%      | 11         |

### Resultados en las cabezas de los partidos judiciales de cada Merindad
En la siguiente tabla se muestran los resultados electorales de los municipios de Pamplona, Tudela, Estella, Sangüesa y Tafalla.
| Municipio | Municipio              | Alcalde y gobierno municipal saliente                                         | Partido | Votos  | %      | Concejales | +/–   | Alcalde y gobierno municipal electo                                                   |
| --------- | ---------------------- | ----------------------------------------------------------------------------- | ------- | ------ | ------ | ---------- | ----- | ------------------------------------------------------------------------------------- |
|           | Pamplona 27 concejales | - Alcalde: Joseba Asiron (EH Bildu) - Gobierno municipal: EH Bildu + Aranzadi | Na+     | 43.643 | 40,58% | 13         | Nuevo | - Alcalde: Enrique Maya (Na+) - Gobierno municipal: Na+                               |
| EH Bildu  | Pamplona 27 concejales | - Alcalde: Joseba Asiron (EH Bildu) - Gobierno municipal: EH Bildu + Aranzadi | 26.691  | 24,81% | 7      | 2          |       | - Alcalde: Enrique Maya (Na+) - Gobierno municipal: Na+                               |
| PSN       | Pamplona 27 concejales | - Alcalde: Joseba Asiron (EH Bildu) - Gobierno municipal: EH Bildu + Aranzadi | 17.417  | 16,19% | 5      | 2          |       | - Alcalde: Enrique Maya (Na+) - Gobierno municipal: Na+                               |
| GBai      | Pamplona 27 concejales | - Alcalde: Joseba Asiron (EH Bildu) - Gobierno municipal: EH Bildu + Aranzadi | 8.406   | 7,82%  | 2      | 3          |       | - Alcalde: Enrique Maya (Na+) - Gobierno municipal: Na+                               |
| Aranzadi  | Pamplona 27 concejales | - Alcalde: Joseba Asiron (EH Bildu) - Gobierno municipal: EH Bildu + Aranzadi | 4.113   | 3,82%  | 0      | 3          |       | - Alcalde: Enrique Maya (Na+) - Gobierno municipal: Na+                               |
| I-E       | Pamplona 27 concejales | - Alcalde: Joseba Asiron (EH Bildu) - Gobierno municipal: EH Bildu + Aranzadi | 3.657   | 3,4%   | 0      | 1          |       | - Alcalde: Enrique Maya (Na+) - Gobierno municipal: Na+                               |
|           | Tudela 21 concejales   | - Alcalde: Eneko Larrarte Huguet (I-E) - Gobierno municipal: I-E              | Na+     | 7.765  | 44,78% | 11         | Nuevo | - Alcalde: Alejandro Toquero (Na+) - Gobierno municipal: Na+                          |
| I-E       | Tudela 21 concejales   | - Alcalde: Eneko Larrarte Huguet (I-E) - Gobierno municipal: I-E              | 4.827   | 27,83% | 7      | 1          |       | - Alcalde: Alejandro Toquero (Na+) - Gobierno municipal: Na+                          |
| PSN       | Tudela 21 concejales   | - Alcalde: Eneko Larrarte Huguet (I-E) - Gobierno municipal: I-E              | 2.556   | 14,74% | 3      | 0          |       | - Alcalde: Alejandro Toquero (Na+) - Gobierno municipal: Na+                          |
| Podemos   | Tudela 21 concejales   | - Alcalde: Eneko Larrarte Huguet (I-E) - Gobierno municipal: I-E              | 568     | 3,28%  | 0      | Nuevo      |       | - Alcalde: Alejandro Toquero (Na+) - Gobierno municipal: Na+                          |
| CUP       | Tudela 21 concejales   | - Alcalde: Eneko Larrarte Huguet (I-E) - Gobierno municipal: I-E              | 453     | 2,61%  | 0      | 1          |       | - Alcalde: Alejandro Toquero (Na+) - Gobierno municipal: Na+                          |
| VVTDL     | Tudela 21 concejales   | - Alcalde: Eneko Larrarte Huguet (I-E) - Gobierno municipal: I-E              | 424     | 2,44%  | 0      | Nuevo      |       | - Alcalde: Alejandro Toquero (Na+) - Gobierno municipal: Na+                          |
|           | Estella 17 concejales  | - Alcalde: Koldo Leoz Garciandia (EH Bildu) - Gobierno municipal: EH Bildu    | UPN     | 2.530  | 35,55% | 7          | Nuevo | - Alcalde: Gonzalo Fuentes Urriza (Na+) - Gobierno municipal: Na+                     |
| EH Bildu  | Estella 17 concejales  | - Alcalde: Koldo Leoz Garciandia (EH Bildu) - Gobierno municipal: EH Bildu    | 2.009   | 28,23% | 6      | 1          |       | - Alcalde: Gonzalo Fuentes Urriza (Na+) - Gobierno municipal: Na+                     |
| PSN       | Estella 17 concejales  | - Alcalde: Koldo Leoz Garciandia (EH Bildu) - Gobierno municipal: EH Bildu    | 1.261   | 17,72% | 3      | 1          |       | - Alcalde: Gonzalo Fuentes Urriza (Na+) - Gobierno municipal: Na+                     |
| GBai      | Estella 17 concejales  | - Alcalde: Koldo Leoz Garciandia (EH Bildu) - Gobierno municipal: EH Bildu    | 646     | 9,08%  | 1      | 1          |       | - Alcalde: Gonzalo Fuentes Urriza (Na+) - Gobierno municipal: Na+                     |
| AOEL      | Estella 17 concejales  | - Alcalde: Koldo Leoz Garciandia (EH Bildu) - Gobierno municipal: EH Bildu    | 324     | 4,55%  | 0      | 3          |       | - Alcalde: Gonzalo Fuentes Urriza (Na+) - Gobierno municipal: Na+                     |
|           | Tafalla 17 concejales  | - Alcalde: Arturo Goldaracena Asa (EH Bildu) - Gobierno municipal: EH Bildu   | Na+     | 1.485  | 24,97% | 5          | 1     | - Alcalde: Jesús Arrizubieta (EH Bildu) - Gobierno municipal: EH Bildu + ImporT + I-E |
| EH Bildu  | Tafalla 17 concejales  | - Alcalde: Arturo Goldaracena Asa (EH Bildu) - Gobierno municipal: EH Bildu   | 1.480   | 24,89% | 5      | 3          |       | - Alcalde: Jesús Arrizubieta (EH Bildu) - Gobierno municipal: EH Bildu + ImporT + I-E |
| PSN       | Tafalla 17 concejales  | - Alcalde: Arturo Goldaracena Asa (EH Bildu) - Gobierno municipal: EH Bildu   | 1.153   | 19,39% | 3      | 1          |       | - Alcalde: Jesús Arrizubieta (EH Bildu) - Gobierno municipal: EH Bildu + ImporT + I-E |
| ImporT    | Tafalla 17 concejales  | - Alcalde: Arturo Goldaracena Asa (EH Bildu) - Gobierno municipal: EH Bildu   | 853     | 14,35% | 2      | 0          |       | - Alcalde: Jesús Arrizubieta (EH Bildu) - Gobierno municipal: EH Bildu + ImporT + I-E |
| I-E       | Tafalla 17 concejales  | - Alcalde: Arturo Goldaracena Asa (EH Bildu) - Gobierno municipal: EH Bildu   | 365     | 6,14%  | 1      | 0          |       | - Alcalde: Jesús Arrizubieta (EH Bildu) - Gobierno municipal: EH Bildu + ImporT + I-E |
|           | Sangüesa 11 concejales | - Alcalde: Ángel María Navallas Echarte (APS) - Gobierno municipal: APS       | AISS    | 1.044  | 38,72% | 5          | 0     | - Alcalde: Lucía Echegoyen Ojer (APS) - Gobierno municipal: APS                       |
| APS       | Sangüesa 11 concejales | - Alcalde: Ángel María Navallas Echarte (APS) - Gobierno municipal: APS       | 863     | 32,01% | 4      | 2          |       | - Alcalde: Lucía Echegoyen Ojer (APS) - Gobierno municipal: APS                       |
| EH Bildu  | Sangüesa 11 concejales | - Alcalde: Ángel María Navallas Echarte (APS) - Gobierno municipal: APS       | 525     | 19,47% | 2      | 0          |       | - Alcalde: Lucía Echegoyen Ojer (APS) - Gobierno municipal: APS                       |